# کتی دنیس
کتی دنیس (انگلیسی: Cathy Dennis؛ زادهٔ ۲۵ مارس ۱۹۶۹) یک موسیقی‌دان اهل بریتانیا است. وی از سال ۱۹۸۹ میلادی تاکنون مشغول فعالیت بوده‌است.